# آمازون لونا
آمازون لونا (انگلیسی: Amazon Luna) یک سرویس بازی ابری است که توسط آمازون توسعه یافته و اداره می‌شود. این سکو تنها در ایالات متحده، بریتانیا، آلمان و کانادا در دسترس است و توسط سرویس‌های وب آمازون با توییچ یکپارچه شده‌است و برای مایکروسافت ویندوز، مک، آمازون فایر تی‌وی، آی‌اواس (به عنوان یک برنامه وب پیش‌رونده) و همچنین اندروید (نسخهٔ ۹ به بالا) موجود می‌باشد. لونا دسترسی به مجموعه‌ای از بازی‌ها را از طریق لونا+ می‌دهد و همچنین کانال‌هایی از برندهای سرویس یوبی‌سافت+ و جک‌باکس گیمز را ارائه می‌دهد.
لونا ابتدا به صورت دسترسی زودهنگام برای مشترکان دعوت شده در تاریخ ۲۰ اکتبر ۲۰۲۰ عرضه شد. در حالت دسترسی زودهنگام، آمازون لونا دارای بیش از ۱۰۰ بازی مختلف بود، و مشتکران برای استفاده از این قابلیت باید به‌صورت ماهانه ۵٫۹۹ دلار برای حق عضویت در کانال بازی لونا پلاس پرداخت کنند.